# Герб Пезу-да-Регуа
Ге́рб Пе́зу-да-Ре́гуа — офіційний символ міста Пезу-да-Регуа, Португалія. Використовується як територіальний герб. У зеленому щиті чорний рабелу, оправлений золотом, зі срібним вітрилом на чорній щоглі. Він пливе ліворуч по воді з п'яти хвилястих смуг — трьох срібних і двох синіх. У главі щита два виноградні пурпурні грона із золотим листям. Щит увінчує срібна мурована міська корона з п'ятьма вежами.  Під щитом біла стрічка, на якій великими літерами напис португальською: «cidade de Peso da Régua» (місто Пезу-да-Регуа).  Офіційно затверджений 11 листопада 1986 року.  

## Галерея

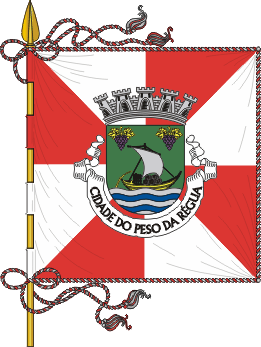
Прапор